# Unterweisenborn
Unterweisenborn ist ein Ortsteil der Gemeinde Schenklengsfeld im osthessischen Landkreis Hersfeld-Rotenburg. Der Ort liegt südlich des Hauptortes Schenklengsfeld an der Ostseite des Ringberges. Durch den Ort verläuft die Landesstraße 3171.

## Geschichte

### Ortsgeschichte
Soweit bekannt, wurde das Dorf im Jahre 1314 mit dem Ortsnamen Inferior Wyzzenborn erstmals schriftlich erwähnt. Über Niedern Wissinborn kam der Ort zu seinem heutigen Namen. Eine Besiedlung ist durch Grabfunde aber schon für das 2. Jahrhundert nachgewiesen. In Ortsnähe wurde eine germanische Siedlung gefunden.
zum 1. Februar 1971 wurde die bis dahin selbständige Gemeinde Unterweisenborn im Zuge der Gebietsreform in Hessen auf freiwilliger Basis in die Gemeinde Schenklengsfeld eingemeindet. Für Unterweisenborn wurde, wie für alle bei der Gebietsreform eingegliederten Gemeinden sowie für die Kerngemeinde mit Lampertsfeld, ein Ortsbezirk mit Ortsbeirat und Ortsvorsteher nach der Hessischen Gemeindeordnung gebildet.

### Verwaltungsgeschichte im Überblick
Die folgende Liste zeigt die Staaten und Verwaltungseinheiten, denen Unterweisenborn angehört(e):
- vor 1648: Heiliges Römisches Reich, Fürstentum Hersfeld, Amt Landeck
- 1648–1806: Heiliges Römisches Reich, Landgrafschaft Hessen-Kassel, Fürstentum Hersfeld, Amt Landeck
- 1807–1813: Königreich Westphalen, Departement der Werra, Distrikt Hersfeld, Kanton Landeck
- ab 1815: Kurfürstentum Hessen, Fürstentum Hersfeld, Amt Landeck[8]
- ab 1821/22: Kurfürstentum Hessen, Provinz Fulda, Kreis Hersfeld[9][Anm. 2]
- ab 1848: Kurfürstentum Hessen, Bezirk Hersfeld
- ab 1851: Kurfürstentum Hessen, Provinz Fulda, Kreis Hersfeld
- ab 1867: Königreich Preußen, Provinz Hessen-Nassau, Regierungsbezirk Kassel, Kreis Hersfeld
- ab 1871: Deutsches Reich, Königreich Preußen, Provinz Hessen-Nassau, Regierungsbezirk Kassel, Kreis Hersfeld
- ab 1918: Deutsches Reich, Freistaat Preußen, Provinz Hessen-Nassau, Regierungsbezirk Kassel, Kreis Hersfeld
- ab 1944: Deutsches Reich, Freistaat Preußen, Provinz Kurhessen, Landkreis Hersfeld
- ab 1945: Amerikanische Besatzungszone, Groß-Hessen, Regierungsbezirk Kassel, Landkreis Hersfeld
- ab 1946: Amerikanische Besatzungszone, Hessen, Regierungsbezirk Kassel, Landkreis Hersfeld
- ab 1949: Bundesrepublik Deutschland, Hessen, Regierungsbezirk Kassel, Landkreis Hersfeld
- ab 1971: Bundesrepublik Deutschland, Hessen, Regierungsbezirk Kassel, Landkreis Hersfeld, Gemeinde Schenklengsfeld[Anm. 3]
- ab 1972: Bundesrepublik Deutschland, Hessen, Regierungsbezirk Kassel, Landkreis Hersfeld-Rotenburg, Gemeinde Schenklengsfeld

## Bevölkerung

### Einwohnerstruktur 2011
Nach den Erhebungen des Zensus 2011 lebten am Stichtag, dem 9. Mai 2011, in Unterweisenborn 78 Einwohner. Darunter waren 3 (3,8 %) Ausländer. Nach dem Lebensalter waren 9 Einwohner unter 18 Jahren, 25 zwischen 18 und 49, 21 zwischen 50 und 64 und 24 Einwohner waren älter. Die Einwohner lebten in 33 Haushalten. Davon waren 9 Singlehaushalte, 12 Paare ohne Kinder und 12 Paare mit Kindern, sowie keine Alleinerziehende und keine Wohngemeinschaften. In 6 Haushalten lebten ausschließlich Senioren und in 9 Haushaltungen lebten keine Senioren.

### Einwohnerentwicklung
| Unterweisenborn: Einwohnerzahlen von 1834 bis 2019 | Unterweisenborn: Einwohnerzahlen von 1834 bis 2019 | Unterweisenborn: Einwohnerzahlen von 1834 bis 2019 | Unterweisenborn: Einwohnerzahlen von 1834 bis 2019 | Unterweisenborn: Einwohnerzahlen von 1834 bis 2019 |
| --- | -------------------------------------------------- | -------------------------------------------------- | -------------------------------------------------- | -------------------------------------------------- |
| Jahr |                                                    |                                                    |                                                    | Einwohner                                          |
| 1834 | 1834                                               |                                                    | 144                                                | 144                                                |
| 1840 | 1840                                               |                                                    | 139                                                | 139                                                |
| 1846 | 1846                                               |                                                    | 140                                                | 140                                                |
| 1852 | 1852                                               |                                                    | 144                                                | 144                                                |
| 1858 | 1858                                               |                                                    | 152                                                | 152                                                |
| 1864 | 1864                                               |                                                    | 156                                                | 156                                                |
| 1871 | 1871                                               |                                                    | 152                                                | 152                                                |
| 1875 | 1875                                               |                                                    | 144                                                | 144                                                |
| 1885 | 1885                                               |                                                    | 131                                                | 131                                                |
| 1895 | 1895                                               |                                                    | 121                                                | 121                                                |
| 1905 | 1905                                               |                                                    | 118                                                | 118                                                |
| 1910 | 1910                                               |                                                    | 117                                                | 117                                                |
| 1925 | 1925                                               |                                                    | 129                                                | 129                                                |
| 1939 | 1939                                               |                                                    | 123                                                | 123                                                |
| 1946 | 1946                                               |                                                    | 203                                                | 203                                                |
| 1950 | 1950                                               |                                                    | 206                                                | 206                                                |
| 1956 | 1956                                               |                                                    | 166                                                | 166                                                |
| 1961 | 1961                                               |                                                    | 147                                                | 147                                                |
| 1967 | 1967                                               |                                                    | 137                                                | 137                                                |
| 1970 | 1970                                               |                                                    | 123                                                | 123                                                |
| 1980 | 1980                                               |                                                    | ?                                                  | ?                                                  |
| 1990 | 1990                                               |                                                    | ?                                                  | ?                                                  |
| 2000 | 2000                                               |                                                    | ?                                                  | ?                                                  |
| 2011 | 2011                                               |                                                    | 78                                                 | 78                                                 |
| 2019 | 2019                                               |                                                    | 75                                                 | 75                                                 |
| Datenquelle: Historisches Gemeindeverzeichnis für Hessen: Die Bevölkerung der Gemeinden 1834 bis 1967. Wiesbaden: Hessisches Statistisches Landesamt, 1968. Weitere Quellen: LAGIS; Gemeinde Schenklengsfeld; Zensus 2011 |                                                    |                                                    |                                                    |                                                    |

### Historische Religionszugehörigkeit
| • 1885: | 131 evangelische (= 100 %) Einwohner                               |
| • 1961: | 112 evangelische (= 76,19 %), 31 katholische (= 21,09 %) Einwohner |

## Politik
Für den Ortsteil Unterweisenborn besteht ein Ortsbezirk (Gebiete der ehemaligen Gemeinde Unterweisenborn) mit Ortsbeirat und Ortsvorsteher nach der Hessischen Gemeindeordnung. Der Ortsbeirat besteht aus fünf Mitgliedern. Bei Kommunalwahlen in Hessen 2021 lag die Wahlbeteiligung zum Ortsbeirat bei 77,59 %. Alle Kandidaten gehören der „Gemeinschaftsliste“ an. Der Ortsbeirat wählte Jürgen Ehlert zum Ortsvorsteher.

## Infrastruktur
Im Ort gibt es ein Dorfgemeinschaftshaus.
Für die unter Denkmalschutz stehenden Kulturdenkmale des Ortes siehe die Liste der Kulturdenkmäler in Unterweisenborn.